# Primera Liga de Eslovenia 2010-11
La PrvaLiga de Eslovenia 2010-11 (también conocida como 1. SNL, en español: Primera Liga de Eslovenia) fue la 20.ª edición de la máxima categoría del fútbol esloveno.
Inició en julio de 2010 y finalizó en mayo de 2011.

## Equipos participantes

### Información de los equipos
| Club     | Ciudad      | Estadio            | Capacidad | Marca          |
| -------- | ----------- | ------------------ | --------- | -------------- |
| Celje    | Celje       | Arena Petrol       | 13.006    | Joma           |
| Domžale  | Domžale     | Športni Park       | 2.813     | Legea          |
| Gorica   | Nova Gorica | Športni Park       | 3.066     | Joma           |
| Koper    | Koper       | Bonifika           | 4.010     | Lotto          |
| Maribor  | Maribor     | Ljudski vrt        | 12.881    | Zeus           |
| Nafta    | Lendava     | Športni Park       | 3.000     | Le Coq Sportif |
| Olimpija | Liubliana   | Stožice            | 16.038    | Puma           |
| Primorje | Ajdovščina  | Estadio Ajdovščina | 1.705     | Uhlsport       |
| Rudar    | Velenje     | Ob Jezeru          | 2,341     | Joma           |
| Triglav  | Kranj       | Stanko Mlakar      | 2.029     | Legea          |

## Tabla de posiciones
- Actualizada el 21 de mayo de 2011

|     | Equipo             | Pts | PJ | PG | PE | PP | GF | GC | Dif |
| --- | ------------------ | --- | -- | -- | -- | -- | -- | -- | --- |
| 1.  | Maribor            | 75  | 36 | 21 | 12 | 3  | 65 | 25 | +40 |
| 2.  | Domžale            | 67  | 36 | 20 | 7  | 9  | 57 | 35 | +22 |
| 3.  | Koper              | 60  | 36 | 17 | 9  | 10 | 57 | 43 | +14 |
| 4.  | Olimpija Ljubljana | 55  | 36 | 15 | 10 | 11 | 59 | 43 | +16 |
| 5.  | Gorica             | 48  | 36 | 13 | 9  | 14 | 42 | 53 | -11 |
| 6.  | Rudar Velenje      | 46  | 36 | 12 | 10 | 14 | 55 | 47 | +8  |
| 7.  | Triglav            | 39  | 36 | 10 | 9  | 17 | 38 | 59 | -21 |
| 8.  | Celje              | 37  | 36 | 9  | 10 | 17 | 41 | 55 | -14 |
| 9.  | Nafta              | 37  | 36 | 10 | 7  | 19 | 47 | 67 | -20 |
| 10. | Primorje           | 31  | 36 | 8  | 7  | 21 | 40 | 74 | -34 |

Pts = Puntos; PJ = Partidos jugados; PG = Partidos ganados; PE = Partidos empatados; PP = Partidos perdidos; GF = Goles anotados; GC = Goles recibidos; Dif = Diferencia de gol
|  | Clasificado a la segunda fase previa de la Liga de Campeones de la UEFA 2011-12  |
|  | Clasificado a la segunda fase previa de la Liga Europea de la UEFA 2011-12       |
|  | Clasificado a la primera fase previa de la de la Liga Europea de la UEFA 2011-12 |
|  | Play-offs de descenso                                                            |
|  | Descenso a la 2. SNL                                                             |

| Bandera de Eslovenia         |
| Campeón NK Maribor 9° título |

## Play-offs de descenso
El equipo en el 9° puesto debía jugar un  play-off de ida y vuelta para evitar el descenso contra el subcampeón de la segunda división 2010/11 , NK Aluminij, pero éste rechazó la posibilidad de un ascenso.

## Estadísticas

### Goleadores
Incluye los partidos jugados el 29 de mayo de 2011; Fuente: PrvaLiga, Soccerway
| Posición         | Jugador           | Equipo           | Goles |
| ---------------- | ----------------- | ---------------- | ----- |
| 1                | Marcos Tavares    | Maribor          | 16    |
| 2                | Milan Osterc      | Koper            | 13    |
| 2                | Damir Pekič       | Domžale          | 13    |
| 4                | Vedran Vinko      | Nafta            | 10    |
| 4                | Vito Plut         | Gorica / Maribor | 10    |
| 4                | Etien Velikonja   | Maribor / Gorica | 10    |
| 7                | Dragan Čadikovski | Rudar            | 9     |
| 7                | Dejan Burgar      | Triglav          | 9     |
| 9                |                   |                  |       |
| Davor Škerjanc   | Olimpija          | 8                |       |
| Robert Berič     | Maribor           | 8                |       |
| Adnan Bešić      | Olimpija          | 8                |       |
| Elvis Bratanovič | Rudar             | 8                |       |

### Promedio de asistencias
| Posición | Club               | Asistencia total | Partidos jugados | Promedio |
| -------- | ------------------ | ---------------- | ---------------- | -------- |
| 1        | Maribor            | 64.600           | 18               | 3.589    |
| 2        | Olimpija Ljubljana | 41.900           | 18               | 2.328    |
| 3        | Rudar Velenje      | 26.000           | 18               | 1.444    |
| 4        | Nafta Lendava      | 18.500           | 18               | 1.028    |
| 5        | Koper              | 16.350           | 18               | 908      |
| 6        | Celje              | 12.700           | 18               | 706      |
| 7        | Domžale            | 12.350           | 18               | 686      |
| 8        | Gorica             | 9.080            | 18               | 504      |
| 9        | Primorje           | 8.200            | 18               | 456      |
| 10       | Triglav            | 8.150            | 18               | 453      |